# 스티븐 헌터 (배우)
스티븐 헌터(Stephen Hunter, 1968년 10월 28일 ~ )는 뉴질랜드의 배우이다.